# Vertikaltuchakrobatik

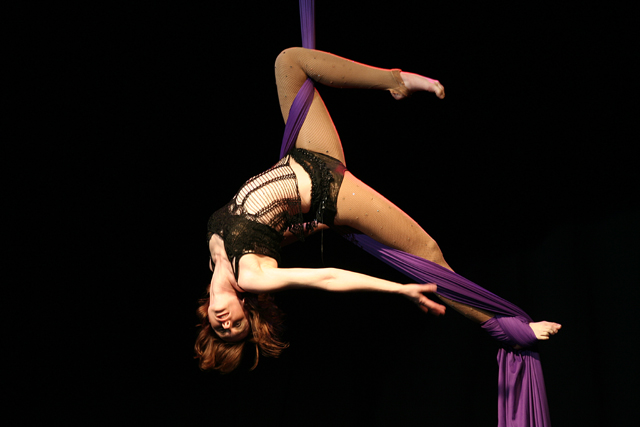
Vertikaltuch-Künstlerin

Vertikaltuchakrobatik (in Österreich bekannt unter dem englischen Begriff Aerial Silk) ist eine Form der Luftakrobatik. Es ist eine Art von Darbietung, bei der ein oder mehrere Artisten Akrobatik an Tüchern vorführen, die in einigen Metern Höhe aufgehängt sind und senkrecht herabhängen. Die Künstler verwenden während der Aufführung keine Sicherheitsgurte oder -netze und sind daher allein auf ihr Training und ihre dabei erworbenen Fähigkeiten angewiesen, um ihre persönliche Sicherheit zu gewährleisten. Die Tücher werden zum Wickeln, Einhängen, Schwingen, Drehen und Auffangen in und aus den verschiedenen Positionen in der Luft verwendet. Während einer Performance bewegen sich die Darsteller scheinbar fliegend durch die Luft, während sie von einer akrobatischen Pose zur nächsten wandern. Einige Künstler verwenden Harz oder Magnesia auf ihren Händen und Füßen bzw. alternativ etwas Wasser auf dem Gewebe, um die Reibung, Haftung und Griffigkeit auf den Tüchern zu erhöhen.

## Tricks
Die drei Hauptkategorien von Tricks sind Klettertechniken, Wicklungen und Abfaller.
Die Klettertechniken der Künstler reichen von rein praktischen und effizienten Techniken wie etwa der russischen Kletterart zu athletischen und eleganten Techniken, die ein Trick für sich selbst sind wie etwa das sogenannte „Aufgrätschen“ oder „Knieklettern“.
Wicklungen sind statische Posen, für welche die Luftakrobaten die Tücher um ein oder mehrere Stellen ihres Körpers wickeln, um schlussendlich in einer ästhetischen Pose zu landen. Generell lässt sich sagen, dass für gewöhnlich mehrere Wicklungen eine höhere Reibung der Tücher bedeuten und somit weniger Anstrengung der Künstler benötigt wird, um sich selbst zu halten. Einige Wicklungen, wie zum Beispiel die sogenannte Fledermaus, erlauben es den Artisten auch, ihre Hände komplett vom Stoff zu lösen.
Fußknoten sind eine Unterkategorie von Wicklungen, bei denen die Tücher um einen oder um beide Füße (einzeln oder zusammen) gewickelt werden. Diese ermöglichen es den Künstlern, scheinbar in den Tüchern zu stehen bzw. kopfüber an den Füßen zu hängen.
Für einen Abfaller wickeln sich die Performer in entsprechender Höhe ein, um im Anschluss in eine tiefere Position zu fallen. Vor dem Landen in einer neuen Position können Abfaller Aspekte von freiem Fall, rollende Bewegungen oder Rotationen, wie zum Beispiel Saltos, beinhalten. Die Vorbereitung auf einen Abfaller kann zwar eine ästhetische Wicklung beinhalten, schlussendlich ist allerdings der Fall das eigentliche Ziel. Von den drei Trickkategorien gelten Abfaller als die potentiell gefährlichsten Tricks.
Die Luftakrobatik mit dem Vertikaltuch ist eine anspruchsvolle Disziplin, die ein hohes Ausmaß an Kraft, Flexibilität, Ausdauer, Mut und Eleganz erfordert.

## Material

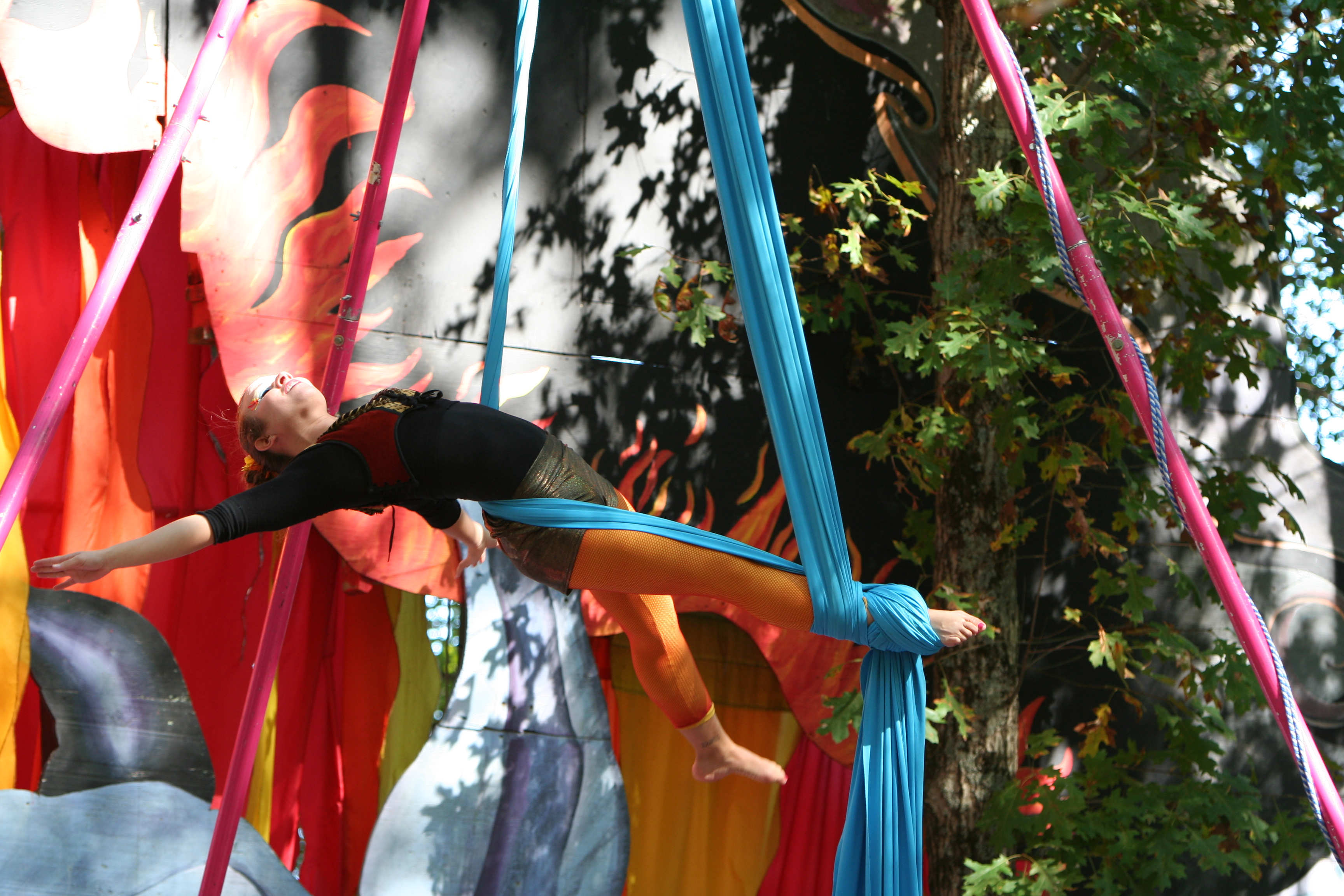
Christianne „Flip“ Sainz von Aerial Angels bei einer Vertikaltuch-Aufführung am King Richard’s Faire, einem Renaissance Faire in Massachusetts.

Die Stoffe, die als Vertikaltücher verwendet werden, sind tatsächlich nicht aus Seide, sondern weisen bloß einen seidenen Schimmer auf. Sie sind reißfest und verfügen über unterschiedlich viel oder wenig Flexibilität. Der Stoff besteht meist aus einer Mischung aus Polyester, Elastan (Lycra) und/oder Polyamid (Nylon) und ist in beide Richtungen dehnbar. Die Breite variiert je nach Präferenz der Artisten. Die Länge der Tücher muss mindestens zweimal vom Aufhängungspunkt bis zum Boden reichen, da sie oben in der Mitte gefaltet werden, was den Akrobaten zwei Tücher gibt, mit denen sie ihre Tricks ausführen können.
- Elastizität
  - Wenig elastische Stoffe: Sogenannte „low stretch“-Stoffe werden hauptsächlich von Anfängern verwendet, die noch die korrekte Klettertechnik erlernen, oder von fortgeschrittenen Künstlern, die dynamische Release-Tricks trainieren.
  - Mittel elastische Stoffe: Professionelle Artisten und Absolventen von professionellen Ausbildungsprogrammen wählen fast ausschließlich „medium stretch“-Stoffe für ihr Training und ihre Performances.

- Breite

Für die Breite des Stoffes haben die Künstler unterschiedliche persönliche Vorlieben. Die Dicke des Stoffes, wenn dieser zusammengerafft wird, ist auch abhängig von der Anzahl der Denier des Stoffes, welche die technische Dicke des Stoffgewebes beschreiben. 40 Denier ist dabei eine übliche Wahl für die Vertikaltücher. Das folgende trifft dabei auf 40 Denier Nylongewebe zu:
- 60″ (152 cm) – Schmal wenn geöffnet, dünn wenn zusammengerafft. Relativ verbreitet, da der Stoff weitgehend verfügbar ist.
- 72″–84″ (183–213 cm) – Üblich für durchschnittliche erwachsene Künstler.
- 96″ (244 cm) – Breit wenn geöffnet, dick wenn zusammengerafft. Ideal für Erwachsene mit großen Händen.
- 108″ (274 cm) – Sehr breit wenn geöffnet, sehr dick wenn zusammengerafft. Für Erwachsene mit sehr großen Händen oder Spezialshows.

- Länge
  - Die Länge ist abhängig von der Höhe des Aufhängungspunktes der verfügbaren Location.
  - Für Anfänger ist es von Vorteil, wenn die Tücher mit Überlänge am Boden aufliegen. Das ermöglicht es ihnen, die Wicklungen auf niedriger Höhe zu üben, wo sie von Trainern oder einem Partner gesichert werden können.
  - Für fortgeschrittenere und erfahrenere Akrobaten ist es ausreichend, wenn die Tücher am Boden aufliegen.
  - Für alle Anwender ist die erforderliche Höhe für gewöhnlich zwischen 6 und 9 Metern bzw. 20 und 30 Fuß. Es gibt eine Vielzahl an Tricks, die an einem 3,7 bis 4,6 Meter bzw. 12 bis 15 Fuß langem Vertikaltuch aufgeführt werden können. Einige Abfaller benötigen mehr als 9 Meter bzw. 30 Fuß Höhe, für den Großteil sind allerdings 6 bis 9 Meter ausreichend. Hierbei ist zu beachten, dass sich alle Längenangaben auf die Höhe des Aufhängungspunktes beziehen, das Tuch muss immer doppelt so lang sein, da es oben in der Mitte gefaltet wird.

- Belastbarkeit
  - Die Bruchlast (BLL – Breaking Load Limit) der Tücher, die explizit für Artistik verkauft werden, beträgt in Europa in der Regel ca. 13,5 kN. Das bedeutet nach offiziell französischen Zirkus-Standards eine Traglast (WLL – Working Load Limit) von ca. 190 kg. Die Künstler müssen sehr genau wissen, wie welche Kräfte ihre Bewegungen und vor allem ihre Abfaller verursachen, damit sie die zugelassenen Lasten einhalten.[7]

## Rigging
Aerial Rigging bezeichnet hier die Aufhängung von Aerial Silks und anderen Aerial-Geräten. Die Ausrüstung, um die Vertikaltücher sicher aufzuhängen, beinhaltet für gewöhnlich folgende Gegenstände:
- einen Abseilachter, Ring oder ein anderes Stück Metall, um die Tücher zu halten
- einen Wirbel (auch Swivel genannt), der verhindert, dass sich die Tücher eindrehen, und den Künstlern erlaubt, schnelle Drehbewegungen in ihre Performance einzubauen. Diese Eigenschaft wird nicht immer verwendet, macht das Drehen aber leichter zu handhaben.
- zwei Karabiner, um den Abseilachter (oder alternatives Stück Metall) mit dem Wirbel und den Wirbel mit dem Aufhängungspunkt zu verbinden.